# Stołeczny Zarząd Rozbudowy Miasta
Stołeczny Zarząd Rozbudowy Miasta – jednostka organizacyjno-budżetowa gminy miejskiej Warszawa, której zadaniem jest zastępcza obsługa inwestorska dużych inwestycji kubaturowych prowadzonych na rzecz miasta. Zadania te realizowane są w imieniu i na rzecz Urzędu Miasta Stołecznego Warszawy. Bezpośredni nadzór nad działalnością SZRM sprawuje Prezydent m. st. Warszawy.

## Historia
Dekretem Rządu PRL z dnia 26 kwietnia 1948 został powołany do życia Ogólnokrajowy Zakład Osiedli Robotniczych (ZOR), a w maju 1948 – Dyrekcja Osiedli Robotniczych.
Na terenie Warszawy kontynuatorem tej instytucji były kolejno:
1. Stołeczna Dyrekcja Osiedli Robotniczych (1950),
2. Stołeczna Dyrekcja Budowy Osiedli Robotniczych (1951),
3. Stołeczny Zarząd Dyrekcji Budowy Osiedli Robotniczych (1960),
4. Stołeczny Zarząd Rozbudowy Miasta – od 5 grudnia 1961.

## Aktualne inwestycje
- Centrum Sztuki Nowoczesnej dla Muzeum Sztuki Nowoczesnej w Warszawie
- Muzeum Warszawskiej Pragi
- Szpital Południowy
- Ptasi azyl w Miejskim Ogrodzie Zoologicznym

## Wcześniejsze inwestycje prowadzone przez SZRM
- odbudowa Starego i Nowego Miasta,
- osiedla mieszkaniowe w centrum Warszawy m.in.: Za Żelazną Bramą i Emilia, osiedla mieszkaniowe na Pradze-Północ i Południe m.in.: Saska Kępa, Gocław, Ostrobramska, Targówek, Bródno, Tarchomin, osiedla mieszkaniowe na Ursynowie i na Gocławiu,
- wodociągi, kanalizacje sanitarne i oczyszczalnie ścieków m.in. w Błoniu, Ursusie, Pruszkowie, Wołominie, Nowym Dworze Mazowieckim, Grodzisku Mazowieckim i Otwocku,
- ciepłownie w Legionowie, Wołominie i Nowym Dworze Mazowieckim
- inwestycje z dziedziny użyteczności publicznej:
  - Szpital Bródno,
  - obiekty handlowo-usługowe, w tym Domy Towarowe „Centrum”, Teatr Powszechny, Kino „Wars”, Hotel „Metropol”,
  - remont pomieszczeń dla Domu Maklerskiego przy ul. Nowy Świat, modernizacja i częściowa przebudowa siedziby MSZ, Agencji Rolnej i Banku Przemysłowo-Handlowego
  - zespoły rekreacyjno-wypoczynkowe: m.in. Warszawianka, zespoły rekreacyjno-parkowe: Pole Mokotowskie, Łazienki Północne,
- odbudowa lub remont obiektów zabytkowych: Zamek Królewski, Zamek Ujazdowski, Arsenał (Muzeum Archeologiczne)
- Pałac Ślubów na Starym Mieście,
- pomniki m.in.: pomnik Jana Kilińskiego, Ławeczka Jana Nowaka Jeziorańskiego, Krzyż papieski – Jana Pawła II
- Centrum Nauki Kopernik
- Muzeum Powstania Warszawskiego
- Muzeum Ordynariatu Polowego
- Muzeum Historii Żydów Polskich (inwestor zastępczy)
- Centrum Przedsiębiorczości Smolna